# Druivenkoers 1961
La Druivenkoers 1961, prima edizione della corsa, si svolse il 28 agosto 1961 su un percorso di 136 km, con partenza ed arrivo a Overijse. Fu vinta dal belga Ludo Janssens della squadra Solo-Van Steenbergen davanti ai connazionali Michel Sijmens e Joseph Lemmens.

## Ordine d'arrivo (Top 10)
| Pos. | Corridore            | Squadra                  | Tempo    |
| ---- | -------------------- | ------------------------ | -------- |
| 1    | Ludo Janssens        | Solo-Van Steenbergen     | 3h20'00" |
| 2    | Michel Sijmens       |                          | s.t.     |
| 3    | Joseph Lemmens       | Vedette-Verveer          | s.t.     |
| 4    | Henri Schaerlaeckens | Wiel's-Flandria          | s.t.     |
| 5    | Alfons Hermans       | Dr. Mann-Labo            | s.t.     |
| 6    | Robert Seneca        | Solo-Van Steenbergen     | s.t.     |
| 7    | Jozef Van Bael       |                          | s.t.     |
| 8    | Martin van der Borgh | Locomotief-Vredestein    | s.t.     |
| 9    | Hugo Hellemans       |                          | s.t.     |
| 10   | René Van Meenen      | Groene Leeuw-SAS-Sinalco | s.t.     |